# Руске-Пяски
Руске-Пяски (пол. Ruskie Piaski) — деревня в Замойском повете Люблинского воеводства Польши. Входит в состав гмины Нелиш. Находится примерно в 16 км к северо-западу от центра города Замосць. По данным переписи 2011 года, в деревне проживало 425 человек.
В 1975—1998 годах деревня входила в состав Замойского воеводства.

## Население
Демографическая структура по состоянию на 31 марта 2011 года:
|         | Всего | До трудоспособного возраста | Трудоспособного возраста | Старше трудоспособного возраста |
| ------- | ----- | --------------------------- | ------------------------ | ------------------------------- |
| Мужчины | 176   | 28                          | 128                      | 20                              |
| Женщины | 249   | 27                          | 136                      | 86                              |
| Всего   | 425   | 55                          | 264                      | 106                             |